# Karel Van Wijnendaele
Karel Van Wijnendaele, pseudoniem van Carolus Ludovicius Steyaert (Torhout, 16 november 1882 – Deinze, 21 december 1961), was een pionier van de Vlaamse sportjournalistiek. Hij was de vijfde in een gezin van vijftien kinderen. Omdat de leerplicht in België nog niet was ingevoerd, ging Van Wijnendaele vanaf zijn veertiende levensjaar werken.

## Levensloop
In 1912 werd hij aangeworven door Léon Van den Haute bij de (nog nieuwe) sportkrant SportWereld.  Deze laatste organiseerde het jaar daarop ter promotie van zijn krant voor de eerste maal de Ronde van Vlaanderen. Nadat het blad tijdens de Eerste Wereldoorlog niet meer verscheen, hervatte Van Wijnendaele in 1919 zijn activiteiten in SportWereld. Hij werd in 1925 mede-eigenaar en in 1931 eigenaar van het blad en de bijbehorende Ronde, tot het in 1939 evenals de Ronde overgenomen werd door Het Nieuwsblad. Tot zijn overlijden bleef hij er de sportrubriek leiden.
Karel was alom aanwezig in het Belgische en internationale wielergebeuren en had alle lagen van de wielrennerij doorzwommen : hij probeerde het zelf als wielrenner, baatte een wielerzaak uit, werd beheerder van een velodroom, organiseerde wielerwedstrijden, was manager van wielerploegen, koers-directeur tijdens wegwedstrijden en zesdaagsen, bondscoach, adviseur van KBWB en de organisatoren van de Ronde van Frankrijk, en stond bovendien mee aan de wieg van de huidige UCI Pro Tour.
Karel "Koarle" Van Wijnendaele verbond de wielersport met de Vlaamse ontvoogding. Hij voedde de mythe van de flandrien, de eenvoudige volksjongen die door middel van taaie wilskracht een kampioen kon worden. Hij ligt begraven op het kerkhof te Sint-Martens-Latem, waar ook een laan naar hem werd genoemd. Op de Kwaremont staat een monument ter ere van Van Wijnendaele aan de Ronde van Vlaanderenstraat.

## Werk
- Het Rijke Vlaamsche Wielerleven (1943)
- Mensen & Dingen uit de Ronde van Frankrijk (1948)
- De wegen in Vlaanderen vroeger en nu (1958)

## Familie
Tv-omroepster en presentatrice Nora Steyaert (1932-2020) was een kleindochter van Van Wijnendaele.